# 新屋敷 (高知市)
新屋敷（しんやしき）は、高知県高知市の町名である。新屋敷一丁目および二丁目があり、住居表示実施済みで郵便番号は780-0911（高知中央郵便局管区）。

## 地理
高知城の北西部、円行寺口駅の南に位置する地域である。全体に住宅が密集している。

## 沿革
- 1936年（昭和11年）- 町名地番変更により小高坂の一部から新屋敷が成立。
- 1938年（昭和13年）10月1日 - 新屋敷・三ノ丸・万々各一部から西新屋敷が成立。
- 1982年（昭和57年）- 住居表示実施により西新屋敷、三ノ丸、山ノ端町の各一部を編入し現在の新屋敷一・二丁目が成立。

## 交通

### 鉄道
- 土讃線円行寺口駅

### バス
- とさでん交通

### 道路
- 高知県道270号弘瀬高知線

## 施設
- 高知市立小高坂小学校